# Aleja Władysława Sikorskiego w Olsztynie
Aleja Sikorskiego w Olsztynie wchodzi w skład jednego z ważniejszych ciągów komunikacyjnych miasta. Ciąg ten łączy największe olsztyńskie „sypialnie” z centrum Olsztyna. Aleja Sikorskiego rozciąga się od skrzyżowania z ulicami Pstrowskiego i Obiegową nieopodal VI Liceum Ogólnokształcącego do skrzyżowania z ulicą Wilczyńskiego w niedalekiej odległości od kościoła pw. Błogosławionej Dziewicy Matki Kościoła. Do lat 70. XX wieku, aleja była połączona z aleją Niepodległości (przed poszerzeniem i podwyższeniem alei Niepodległości).
Patronem alei jest gen. Władysław Sikorski.

## Historia
Aleja Sikorskiego biegnie, z niewielkimi modyfikacjami na obydwu swych krańcach, śladem traktu wylotowego do Wielbarka. W pobliżu tej drogi, przy jej początkowym odcinku znajdował się majątek Bergenthal. Nazwa ta nie ma odpowiednika polskiego sprzed 1945 roku, umownie można by zastosować tutaj nazwę Nagórki (zobacz: Nagórki)

## Obiekty
Przy alei Sikorskiego znajdują się m.in.:
- Galeria Warmińska
- Centrum Handlowe (Auchan, Media Markt, Obi)
- Salon Hondy
- Liczne punkty ogumienia

## Komunikacja
Aleją Sikorskiego biegną trasy 11 dziennych linii autobusowych, a także jednej nocnej. Są to linie 111, 121, 127, 130, 131, 136, 203, 204, 303, 307 oraz N01. Od 2015 r. przejeżdżają tędy także tramwaje linii 1, 2 i 3. Przy alei Sikorskiego znajduje się 12 przystanków autobusowych: 7 przystanków umieszczonych jest w kierunku północnym, 5 w kierunku południowym.

## Dane drogi
Aleja Sikorskiego jest drogą dwujezdniową, posiadającą po dwa pasy ruchu w każdym kierunku.
Na trasie ulicy zainstalowanych jest 10 sygnalizacji świetlnych:
- Skrzyżowanie z ulicą Wincentego Pstrowskiego i Obiegową
- Skrzyżowanie z aleją Obrońców Tobruku
- Skrzyżowanie z ulicą Dywizjonu 303
- Przejście dla pieszych na wysokości stacji benzynowej PKN Orlen i salonu Forda
- Skrzyżowanie z ulicami Synów Pułku i Tuwima
- Skrzyżowanie z ulicą Wańkowicza
- Wjazd do hipermarketu Auchan od strony Jarot oraz zajezdni autobusowej
- Skrzyżowanie z ulicami Jarocką i Minakowskiego
- Przejście dla pieszych na wysokości ulicy gen. Andersa
- Skrzyżowanie z ulicą Wilczyńskiego oraz Biskupa Tadeusza Płoskiego

W pobliżu salonu Forda oraz na wysokości ul. Andersa umieszczone są fotoradary, rejestrujące łamiących przepisy kierowców.